# گادس بانی
گادس بانی (به انگلیسی: The Goddess Bunny) نام فیلم مستندی است که در سال ۱۹۹۴ به کارگردانی نیک بوگاس ساخته شد.
این فیلم در مورد زندگی یک زن‌پوش به اسم ساندی کریسپ است که با نام هنری گادس بانی فعالیت می‌کرد.
تمرکز فیلم بر روی تغییر جنسیت او به یک زن و همچنین مبارزه‌اش با معلولیتی است که در کودکی بر اثر بیماری فلج اطفال رخ داده بود.